# Persea orizabae
Persea orizabae är en lagerväxtart som beskrevs av Mart. & Gal.. Persea orizabae ingår i släktet avokador, och familjen lagerväxter. Inga underarter finns listade i Catalogue of Life.